# 楊紹棠
楊紹棠（1898年—1969年），山西省曲沃县人，中国基督教新教牧师。曾被英國內地會傳教士賴恩融譽為「中國教會三巨人」之一。

## 生平
楊紹棠出生在山西省曲沃县杨家庄的基督徒家庭，早年就读于内地会学校，1923年进入山东滕县华北神学院。1925年毕业后，回到家乡传教。1934年在候马创立灵工团。1939年，日军焚毁候马灵工团房屋，楊紹棠迁往北平。1946年，楊紹棠出任南京泰东神学院教授，并创立黄泥冈教会。
1951年6月5日到7日，在控诉运动中，“南京市基督教会团体代表控诉帝国主义分子、反革命败类大会”上，政府鼓动信徒检举、控诉，主持南京黄泥岗教会的楊紹棠作为“属灵派反动分子”，因“散布反动谣言”而遭到南京大学学生纪文镇和金陵大学教授李扬汉的控诉。8月8日至9日，黄泥冈教会内部举行控诉会，胡竟铭、翟美德、纪文镇等信徒中的积极分子宣布楊紹棠是帝国主义分子的忠实走狗，《灵工通讯》是极端反动的刊物，将楊紹棠驱逐出教会。几位传道也上台做出深刻检讨。
楊紹棠前往上海，当时西方传教士撤离中国，他接管了静安区乌鲁木齐北路25号内地会传教士的专用教堂“上海公共礼拜堂”，改为「迪化北路聚会所」。6月10日，楊紹棠已经代表该教会出席上海基督教万人控诉大会，为主席团成员之一。
1957年反右运动时，楊紹棠被定为右派，1966年文革后被定為反革命，监督劳动。1969年春节后，被街道责令到弄堂弯腰敲冰，心肌梗死发作而去世，安葬在家乡山西曲沃。